# بورنشتدت (مانسفلد-زودهارتس)
بورنشتدت (به آلمانی: Bornstedt) یک شهر در آلمان است که در مانسفلد-زودهارتس واقع شده‌است. بورنشتدت ۸۳۰ نفر جمعیت دارد و ۲۱۷ متر بالاتر از سطح دریا واقع شده‌است.